# Raiganj
Raiganj è una suddivisione dell'India, classificata come municipality, di 165.222 abitanti, capoluogo del distretto del Dinajpur Settentrionale, nello stato federato del Bengala Occidentale. In base al numero di abitanti la città rientra nella classe I (da 100.000 persone in su).

## Geografia fisica
La città è situata a 25° 37' 0 N e 88° 7' 0 E e ha un'altitudine di 39 m s.l.m..

## Società

### Evoluzione demografica
Al censimento del 2001 la popolazione di Raiganj assommava a 165.222 persone, delle quali 87.489 maschi e 77.733 femmine. I bambini di età inferiore o uguale ai sei anni assommavano a 18.423, dei quali 9.516 maschi e 8.907 femmine. Infine, coloro che erano in grado di saper almeno leggere e scrivere erano 124.090, dei quali 68.830 maschi e 55.260 femmine.